# 하우카르
하우카르(아이슬란드어: Haukar)는 1931년 4월 12일에 창단된 아이슬란드 하프나르피외르뒤르의 축구 클럽으로, 현재 랜드스반카데일딘에서 활동하고 있다. 하우카르는 축구, 핸드볼, 농구, 가라테, 스키, 체스 팀을 운영하고 있다.

## 성적

### 남자 핸드볼
- 아이슬란드 핸드볼 선수권대회 우승

우승 (9): 1943, 2000, 2001, 2003, 2004, 2005, 2008, 2009, 2010
- 아이슬란드 핸드볼컵 우승

우승 (5): 1980, 1997, 2001, 2002, 2010

### 여자 핸드볼
- 아이슬란드 핸드볼 선수권대회 우승

우승 (7): 1945, 1946, 1996, 1997, 2001, 2002, 2005
- 아이슬란드 핸드볼컵 우승

우승 (4): 1997, 2003, 2006, 2007

### 남자 농구
- 아이슬란드 농구 선수권대회 우승

우승 (1): 1988
- 아이슬란드 농구컵 우승

우승 (3): 1985, 1986, 1996

### 여자 농구
- 아이슬란드 농구 선수권대회 우승

우승 (3): 2006, 2007, 2009
- 아이슬란드 농구컵 우승

우승 (5): 1984, 1992, 2005, 2007, 2010

## 선수 명단

### 현역
참고: FIFA 자격 규정에 따라 소속된 국가대표팀 국기를 표시합니다. 선수는 복수의 FIFA 비회원국 국적을 가지고 있을 수 있습니다.
| 번호 | 포지션 | 국적 | 이름 |
| ---- | ------ | ---- | ---- |

| 번호 | 포지션 | 국적 | 이름              |
| ---- | ------ | ---- | ----------------- |
| -    | FW     |      | 어니스트 스웝스키 |